# Cattleya vandenbergii
Cattleya vandenbergii är en orkidéart som beskrevs av Claudio Nicoletti de Fraga och R.A.X. Borges. Cattleya vandenbergii ingår i släktet Cattleya och familjen orkidéer. Inga underarter finns listade i Catalogue of Life.